# Astafjorden
68°43′42.287″N 16°58′25.957″Ø / 68.72841306°N 16.97387694°Ø
Astafjord er et sund i Troms og Finnmark fylke i Norge. Astafjorden skiller øerne Rolla og Andørja i nordvest fra fastlandet i sydøst. I nordøst går Astafjorden over i fjorden Salangen. Fra Astafjorden skærer Grovfjorden, Gratangen og Lavangen sig ind i fastlandet.
I vest starter fjorden mellem Sørrollnes i nordøst og bygden Renså i sydvest. Andre bosættelser på sydsiden er Hilleshamn helt i øst. Herfra går Gratangsfjorden eller Gratangen sydøstover. En anden fjordarm er Grovfjorden som går mod syd omtrent midtvejs i fjorden. 
På nordsiden ligger ud over Sørrollnes bygderne Forså og Breivoll. Byen Hamnvik er administrationscenter i Ibestad kommune og ligger helt mod øst i fjorden på Rolla. Her krydser Riksvei 848 under sundet Bygda via Ibestadtunnelen over til øen Andørja på den anden side. Videre indover på sydsiden af Andørja ligger Salangen (Salangsfjorden). 
Ud over  riksvei 848 går riksvei 825 langs sydsiden af fjorden. 